# Mavka: Guardiana del bosque
Mavka: Guardiana del bosque (en ucraniano: Мавка. Лісова пісня, romanizado: Mavka. Lisova pisnia) es una película de comedia dramática de fantasía animada por computadora ucraniana en inglés de 2023 dirigida por Oleh Malamuzh y Oleksandra Ruban. Basada en la obra de 1918 La canción del bosque de la poetisa Lesya Ukrainka, la película se inspira en la mitología popular ucraniana y eslava. La película se estrenó en Ucrania el 2 de marzo de 2023.

## Trama
Hace muchos años, el propietario de un aserradero traspasa la montaña oscura hacia un bosque encantado con la esperanza de encontrar una cura para su hija pequeña enferma.El guardián del bosque, Lesh, entrega una gota del Árbol de la Vida, que es la fuente del poder del bosque. Sin embargo, el propietario del aserradero regresa con un ejército de aldeanos, ansioso por obtener ese poder para sí mismo. La batalla resultante se convierte en un caos y, siguiendo el consejo de Lesh, los habitantes del bosque optan por cerrar la entrada al bosque. 
En la actualidad, una virtuosa ninfa llamada Mavka despierta en primavera junto con el resto de habitantes del bosque. La generosidad de Mavka despierta críticas por parte de otras ninfas, especialmente Ondina, una ninfa del agua. En un pueblo cercano, un joven músico llamado Lukas, motivado por la necesidad de curar a su tío Leo de una enfermedad, se aventura en el bosque en busca de la fuente de la vida, siguiendo el consejo de Kylina, aparentemente la hija del fallecido dueño del aserradero. Kylina busca utilizar el poder nutritivo de un árbol para obtener la eterna juventud. [cita requerida]

## Producción
Se informó por primera vez en septiembre de 2015 que Film. La UA estaba trabajando en una película animada en 3D de larga duración. El servicio de prensa de la empresa anunció el inicio de la producción de una película basada en la obra La canción del bosque de la poeta Lesya Ukrainka. En marzo de 2017, Cine. La UA y Animagrad realizaron el primer lanzamiento internacional de Mavka: The Forest Song en el foro de animación más grande de Europa, Cartoon Movie, en el que Ucrania estuvo representada por primera vez.
El 18 de julio de 2017 se lanzó un avance de la película. El 1 de febrero de 2023 se lanzó un avance oficial que presenta la canción «Language of the Wind» interpretada por Chrystyna Soloviy y Artem Pyvovarov.

## Estreno
Después de siete años de producción, Mavka: The Forest Song se estrenó en Ucrania el 2 de marzo de 2023 y con su estreno batió récords de taquilla en el país, superando a avatar: The Way of Water (2022) con 189.048 espectadores. En la primera semana de proyecciones, la taquilla de la película ascendió a ₴25.000.000, lo que se convirtió en un récord de taquilla entre los estrenos nacionales de Ucrania. Durante seis fines de semana en el cine se vendieron 1.011.735 entradas para la película y la taquilla nacional ascendió a ₴127,531,211. Durante diez fines de semana en el cine se vendieron 1.144.522 entradas de la película y la taquilla nacional ascendió ₴143,930,311.
A nivel internacional, la película se estrenará en varios mercados y más de 80 países han adquirido los derechos de distribución. Más de 50 países y territorios también han fijado fechas de lanzamiento. La película se estrenó en Francia el 29 de marzo de 2023, seguida de los Países Bajos el 19 de abril, Italia el 20 de abril, Portugal el 4 de mayo, Alemania, Suiza y Austria el 8 de junio, Polonia, Estonia, Letonia y Lituania el 14 de junio y Vietnam el 16 de junio.
En los Estados Unidos, la película será lanzada en DVD y descarga digital el 15 de agosto por Shout! Fábrica. En el Reino Unido, la película se estrenó por tiempo limitado el 28 de julio de 2023.En Paraguay, la película se estrenó el 18 de enero de 2024. Se espera que las fechas de lanzamiento para Canadá, el resto de América Latina, Corea del Sur, Mongolia, la República Checa, Eslovaquia y otros países se anuncien más adelante.